# FSV Zwönitz 1914
FSV Zwönitz 1914 is een Duitse voetbalclub uit Zwönitz, Saksen.

## Geschiedenis
De club werd opgericht in 1914 als FC Wettin Zwönitz. De club sloot zich aan bij de Midden-Duitse voetbalbond en ging spelen in de competitie van het Ertsgebergte, een van de vele competities van de Midden-Duitse bond en vanaf 1923 verheven tot hoogste klasse. In 1921 werd de naam VfB Zwönitz aangenomen. De club eindigde meestal in de middenmoot en speelde geen rol van betekenis. In 1933 werd de competitie geherstructureerd. De Midden-Duitse bond werd ontbonden en de vele competities werden vervangen door de Gauliga Mitte en Gauliga Sachsen. De clubs uit het Ertsgebergte werden te licht bevonden voor de Gauliga Sachsen. De competitie ging verder als 1. Kreisklasse Erzgebirge (derde klasse). Het is niet bekend of de club zich wel voor de Bezirksklasse plaatste. In 1939 fuseerde de club met SV 07 Zwönitz en TV Niederzwönitz tot VfL Zwönitz.
Na de Tweede Wereldoorlog werden alle Duitse voetbalclubs ontbonden. De club werd heropgericht als SG Zwönitz. In 1948 werd de club een BSG en nam de naam BSG SAG Pribor Zwönitz aan. In 1950 werd het BSG Gerät Zwönitz en in 1951 BSG Motor Zwönitz. In 1966 sloot BSG Fortschritt Zwönitz zich bij de club aan. De club speelde voornamelijk in de Bezirksklasse, de vierde afdeling.
Na de Duitse hereniging werd de naam FSV Zwönitz 1914 aangenomen. De club bleef actief in de lagere reeksen zoals de Bezirksklasse en Kreisklasse.